# فرانسوا رافاياك
فرانسوا دو رافيياك (بالفرنسية: François de Ravaillac)‏ (1578 - 27 مايو 1610) كان رجلاً فرنسياً كاثوليكياً متعصباً اغتال الملك هنري الرابع ملك فرنسا في 1610.

## السيرة الذاتية

### الحياة مبكرة
ولد رافيياك عام 1578 في أنغوليم لعائلة مثقفة، جده فرانسوا رافيياك ، كان المدعي العام في أنغوليم ، وكان اثنان من أعمامه من شرائع كاتدرائية أنغوليم. كان والده جان رافيياك رجلاً عنيفاً كانت جرائمه العديدة فضيحة عامة وتسبب في صعوبات قانونية ؛ اشتهرت والدته فرانسواز دوبرويل بتقواها الكاثوليكية. بدأ الابن رافايلاك العمل كخادم ، وأصبح فيما بعد مدرساً في المدرسة. مهووساً بالدين ، سعى إلى القبول بأمر الزهد ، ولكن بعد فترة قصيرة من الإختبار ، تم رفضه باعتباره فريسة للرؤى. لم ينجح أيضًا طلب عام 1606 للقبول في جمعية يسوع.

### اغتيالهنري الرابع ملك فرنسا

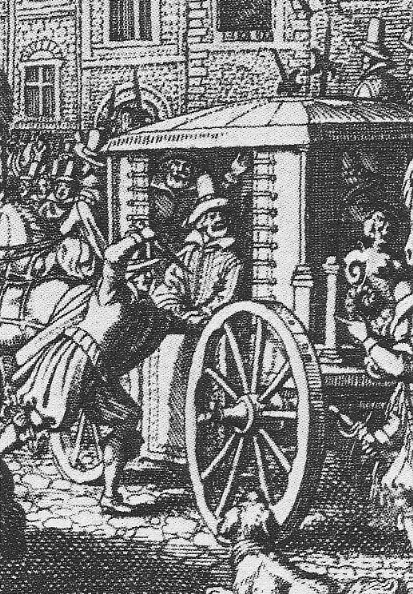
فرانسوا رافيياك يقتل هنري الرابع ملك فرنسا

في عام 1609 ، ادعى رافيياك أنه عانى من رؤية تأمره بإقناع الملك هنري الرابع بتحويل الهوغونوت إلى الكاثوليكية. بين عيد العنصرة 1609 ومايو 1610 ، قام رافيلاك بثلاث رحلات منفصلة إلى باريس ليخبر الملك برؤيته ، وأقام مع شارلوت دو تيليت ، عشيقة جان لويس دي نوجاريت دي لا فاليت ، دوق ديبيرنون. غير قادر على مقابلة الملك ، فسر رافيلاك قرار هنري بغزو هولندا الإسبانية على أنه بداية حرب ضد البابا. عازماً على منعه ، قرر قتل الملك.
في 14 مايو 1610 ، كان رافيياك ينتظر في شارع رو دي لا فيرونيري في باريس (الآن جنوب فوروم دي هال) ؛ عندما مر الملك ، أوقفت عربته بسبب انسداد في الشارع ، وطعن رافيلاك هنري حتى الموت.

### الإعتقال والإعدام
أثناء الاستجواب ، تعرض رافيياك للتعذيب بشكل متكرر لإجباره على التعرف على شركائه ، لكنه نفى وجود أي منهم وأصر على أنه تصرف بمفرده. وأثارت معرفته بمسار الملك وانسداد حركة المرور مما جعل الملك في متناول يد التكهنات. كان الملك في طريقه لزيارة سولي ، الذي كان مريضاً في أرسنال ؛ كان هدفه هو إجراء الاستعدادات النهائية للتدخل العسكري الوشيك في الخلافة المتنازع عليها ليوليش كليفز بيرج بعد وفاة الدوق جون ويليام. كان التدخل نيابة عن مرشح كالفيني سيضع فرنسا في صراع مع سلالة هابسبورغ الكاثوليكية. يبدو أن رافيلاك قد علم بالخطط ؛ في عقله المعذب ، لقد رأى أن الملك يريد شن حرب على البابا ، من أجل نقل الكرسي الرسولي إلى باريس.
في بداية الاستجواب ، قال رافيياك: أعرف جيداً أنه مات ؛ رأيت الدم على السكين والمكان الذي ضربته فيه. لكنني لست نادما على الموت على الإطلاق ، لأنني فعلت ما جئت من أجله .
في 27 مايو ، نُقل إلى Place de Grève في باريس وتعرض للتعذيب مرة أخيرة قبل أن تفككه أربعة خيول ، وهي طريقة إعدام مخصصة للمبيدات الحشرية. يصف أليستير هورن التعذيب الذي عانى منه رافايلاك: "قبل أن يتم سحبه وإيوائه ... تم حرقه بالكبريت المحترق والرصاص المنصهر والزيت المغلي والراتنج ، ثم تمزق لحمه بواسطة الكماشة. بعد إعدامه ، أُجبر والدا رافيلاك على النفي ، وأُمر باقي أفراد عائلته بعدم استخدام اسم رافيلاك مرة أخرى.